# Canfieldite
La Canfieldite è una raro minerale con formula: Ag8SnS6 appartenente al gruppo dell'argirodite.
Il minerale di solito contiene quantità variabili di germanio in sostituzione dello stagno e di tellurio al posto dello zolfo. Costituisce una serie completa stagno-germanio con la argirodite. È formata da dei cristalli ortorombici di colore nero che spesso sembrano essere di cubici a causa della geminazione. La forma più frequente che assume è grappoli di aggregati botroidali.
La canfieldite è stata descritta per la prima volta nel 1893 da un ritrovamento in Colquechaca, Potosí, Bolivia. Deve il suo nome dall'ingegnere minerario statunitense Frederick Alexander Canfield (1849-1926).